# El Tepetate, Tequila
El Tepetate är en ort i Mexiko.   Den ligger i kommunen Tequila och delstaten Jalisco, i den centrala delen av landet, 500 km väster om huvudstaden Mexico City. El Tepetate ligger 1 116 meter över havet och antalet invånare är 129.
Terrängen runt El Tepetate är huvudsakligen kuperad, men norrut är den bergig. Runt El Tepetate är det ganska glesbefolkat, med 23 invånare per kvadratkilometer. Närmaste större samhälle är Josefa Ortíz de Domínguez, 19,3 km söder om El Tepetate. I omgivningarna runt El Tepetate växer huvudsakligen savannskog.